# Kościół Nawiedzenia Najświętszej Maryi Panny w Lipnicy Wielkiej
Kościół Nawiedzenia Najświętszej Maryi Panny w Lipnicy Wielkiej – rzymskokatolicki kościół parafialny znajdujący się w miejscowości Lipnica Wielka w powiecie nowosądeckim województwa małopolskiego.

## Historia kościoła
Kościół według tradycji został ufundowany przez Kazimierza Wielkiego w 1359 r., natomiast w I poł. XVII w. został przebudowany. Budynek kościoła jest wymurowany z kamienia rzecznego, łączonego wapienno-glinianą zaprawą, a później tynkowany. Prezbiterium posiada sklepienie krzyżowe, ozdobione polichromią o motywach figuralnych i drobnokwiatowych. W centralnym miejscu znajduje się wizerunek Matki Bożej z Dzieciątkiem. Polichromia datowana jest na lata 1770–1775. Ołtarze, ambona i chór muzyczny są w stylu rokoko i pochodzą z II poł. XVIII wieku. Chrzcielnica pochodzi z fundacji Krzysztofa Pieniążka z 1554 r., o czym świadczy obecność inskrypcji fundacyjnej i herbów Odrowąż i Strzemię. 
W kościele znajduje się kamienny pomnik nagrobny Stanisława Trzecieskiego z płaskorzeźbą leżącego rycerza z 1554 roku i posadzkowa płyta nagrobna Wojciecha Kiesielewskiego z 1619 roku (obecnie wmurowana w jedną ze ścian bocznej kaplicy). W przedsionku kościoła wisi tablica upamiętniająca ks. Jana Pyzikiewicza – proboszcza parafii, który zginął w obozie koncentracyjnym w 1942 roku. Kościół otoczony jest kamiennym murem z dwiema kaplicami i dwoma bramami. W bramie głównej zawieszone są trzy dzwony. Największy z nich jest kopią zabytkowego dzwonu „Urban”, który uległ pęknięciu i obecnie znajduje się w Muzeum Diecezjalnym w Tarnowie.